# Friedrich Leopold Loesener (Kaufmann)
Friedrich Leopold Loesener (* 13. Oktober 1834 in Magdeburg; † 15. September 1903 in Altona bei Hamburg) war ein deutscher Kaufmann und Reeder sowie Abgeordneter der Hamburgischen Bürgerschaft für die Fraktion Linkes Zentrum. Er gilt als Begründer des Hamburger Villenviertels Hochkamp.

Friedrich Leopold Loesener in Öl (gemalt ca. 1890). Maler unbekannt.

## Leben
Friedrich Leopold Loesener wurde 1834 als Sohn des Königlich Preußischen Kommerzienrates Friedrich Leopold Loesener (* 31. Januar 1802 in Magdeburg; t 1. Juli 1866 in Magdeburg) und seiner Frau Caroline Therese Wieler (* 20. April 1812 in Magdeburg; † 1. Juni 1882 in Frankfurt/Oder) in Magdeburg geboren. Nach seinem Schulbesuch absolvierte er eine kaufmännische Ausbildung in der Magdeburger Kaffee-Import-Firma Loesener & Schoch seines Vaters. Anschließend genügte er seiner Militärpflicht im Jäger-Bataillon in Sangerhausen.
Im Alter von 23 Jahren übersiedelte Loesener dauerhaft nach Hamburg, wor er 1858 die spätere Firma Loesener, Nagel & Co. begründete. In dem auch Lösener, Nagel & Co. genannten Unternehmen arbeitete unter anderem der spätere Unternehmer und Stifter Edmund Siemers.
Im Folgejahr 1859 heiratete Loesener Crisia Auguste Caroline Harriet Sloman, genannt Crisca, eine Tochter des Hamburger Reeders Robert Miles Sloman jr. und der Christine Amalia Roselia von Stephani.
Zum 1. Januar 1872 gründete sein Schwiegervater Robert Miles Sloman mit ihm die Reederei Rob. M. Sloman & Co., um das unternehmerische Risiko der Aufnahme der Dampfschifffahrt von der Fa. Rob. M. Sloman jr. fernzuhalten.
Er schied, dem Wunsche seines Schwiegervaters entsprechend, sofort nach dessen Tod bei Rob. M. Sloman & Co aus, der die Leidenschaft seines Schwiegersohns zur Natur und Jagd kannte. Auch waren bereits zu der Zeit seine Söhne Friedrich Leopold Robert Loesener-Sloman Teilhaber der Fa. Rob. M. Sloman jr. und Robert Eduard Loesener, Teilhaber von Rob. M. Sloman & Co.
In den Jahren von 1880 bis 1886 war Friedrich Loesener Mitglied der Bürgerschaft der Freien und Hansestadt Hamburg in der Fraktion Linkes Zentrum. Zunächst im Auftrag des Senats, der eine Jagd zu repräsentativen Zwecken erwerben wollte, übernahm er, nachdem der Senat das Projekt fallen gelassen hatte, es auf eigene Kosten. 1883 ließ er für Jagden auf Hochwild das Gut Rixförde bei Celle errichten mit einem großzügigen Gebäude im Schweizerstil. Dort ließ er laut Berichten der Naturhistorischen Gesellschaft Hannover sowie Hermann Löns um 1900 und 1901 mehrfach nichtheimisches Wild aussetzen, darunter Kreuzungen aus Wapiti und Rothirsch, später auch aus Amerika stammende Schopfwachteln. Während die Hochwild-Exemplare zur Gänze abgeschossen wurden, blieben für die Wachteln die Einbürgerungs-Versuche ebenso erfolglos wie die des Pächters Blatte aus Bremen im Jagdrevier Neubruchhausen-Ochtermannien.
Als Mitglied des Organisationskomitees des Hamburger Kunstvereins stand Loesener im Jahr der großen kunsthistorischen Kulturdebatten 1896 in Hamburg auf Seiten des Hamburger Kaufmanns Robert Wichmann gegen den Kunsthistoriker und Museumsdirektor Alfred Lichtwark.
Friedrich Leopold Loesener sollte nach dem Willen seines Schwiegervaters nicht nur sein Werk, sondern auch dessen Namen fortsetzen. Vom Senat erging deshalb an dem 80. Geburtstag des Seniors (1892) die Genehmigung, dass dessen Enkel Friedrich Leopold Robert Loesener künftig den Namen Loesener-Sloman tragen dürfe. Per Senatsbeschluss vom 20. Oktober 1902 wurde verfügt, dass die Nachkommen Loesener-Sloman künftig allein den Namen Sloman führen dürften.
1891 gebar seine Schwiegertochter Mary, geborene Albers, die spätere Schriftstellerin Mary Lavater-Sloman (* 14. Dezember 1891 Hamburg; † 5. Dezember 1980 Zürich).
Ende des 19. Jahrhunderts kaufte Friedrich Leopold Loesener von Bauern aus Osdorf, Nienstedten und Dockenhuden ein damals in Schleswig-Holstein gelegenes Rübenacker-Areal von 100ha an, das er dann gemeinsam mit dem Planer Ferdinand Ancker als Villenviertel konzipieren und unter anderem mit Straßen erschließen ließ. Anschließend schlossen sie einen Vertrag mit der königlichen Eisenbahndirektion Altona über den Bau einer Bahnstation vor Ort und ließen in die Grundbücher ihrer Parzellen von Anfang an eine so genannte Villenklausel eintragen, die das gesamte Quartier des Hamburger Elbvorortes noch im 21. Jahrhundert vor baulichem Wildwuchs und Zergliederung schützt.
Friedrich Leopold Loesener starb am 15. September 1903 in Hamburg.

## Archivalien
- Bestand 731-8_A 761 „Loesener, Friedrich M.“ im Staatsarchiv Hamburg